# Bielefelder Verlag
Die BVA Bielefelder Verlag GmbH & Co. KG ist eine 1947 als Bielefelder Verlagsanstalt gegründete Tochtergesellschaft der Gundlach Holding, deren Gründerfamilie bereits seit Ende des 19. Jahrhunderts als Verleger tätig war.

## Programm
Die BVA veröffentlicht vorwiegend Zeitschriften, aber auch Bücher und Landkarten sowie Software für Radfahrer. Die BVA ist deutschlandweit führend in der Herstellung und Publikation von Radwanderkarten und Kartographierung von Radfernwegen sowie spezialisiert auf den digitalen Nutzen via GPS. 
Als Verbraucherzeitschriften erscheinen in der BVA zum Themenkreis Fahrrad und Radfahren folgende Publikationen:
- aktiv Radfahren
- Radsport
- Rennrad
- bike sport
- ElektroRad

Als Fachzeitschriften bietet die BVA für Hersteller und Handel verschiedener Branchen diese Titel:
- Radmarkt – Fahrradindustrie, -Handel, Dienstleistungen, gegründet 1886
- Auto Räder Reifen – Gummibereifung – internationale Reifenwirtschaft
- Fahrzeug + Karosserie – Karosserie- und Fahrzeugbau (Aufbauten, Anhänger, Spezialfahrzeuge), gemeinsam mit dem Alfons W. Gentner Verlag, Stuttgart
- Sonne Wind & Wärme – Erneuerbare Energien, gegründet 1989 als Sonnenenergie & Wärmepumpe
- Sun & Wind Energy – in englischer Sprache, gegründet 2003